# 博石館

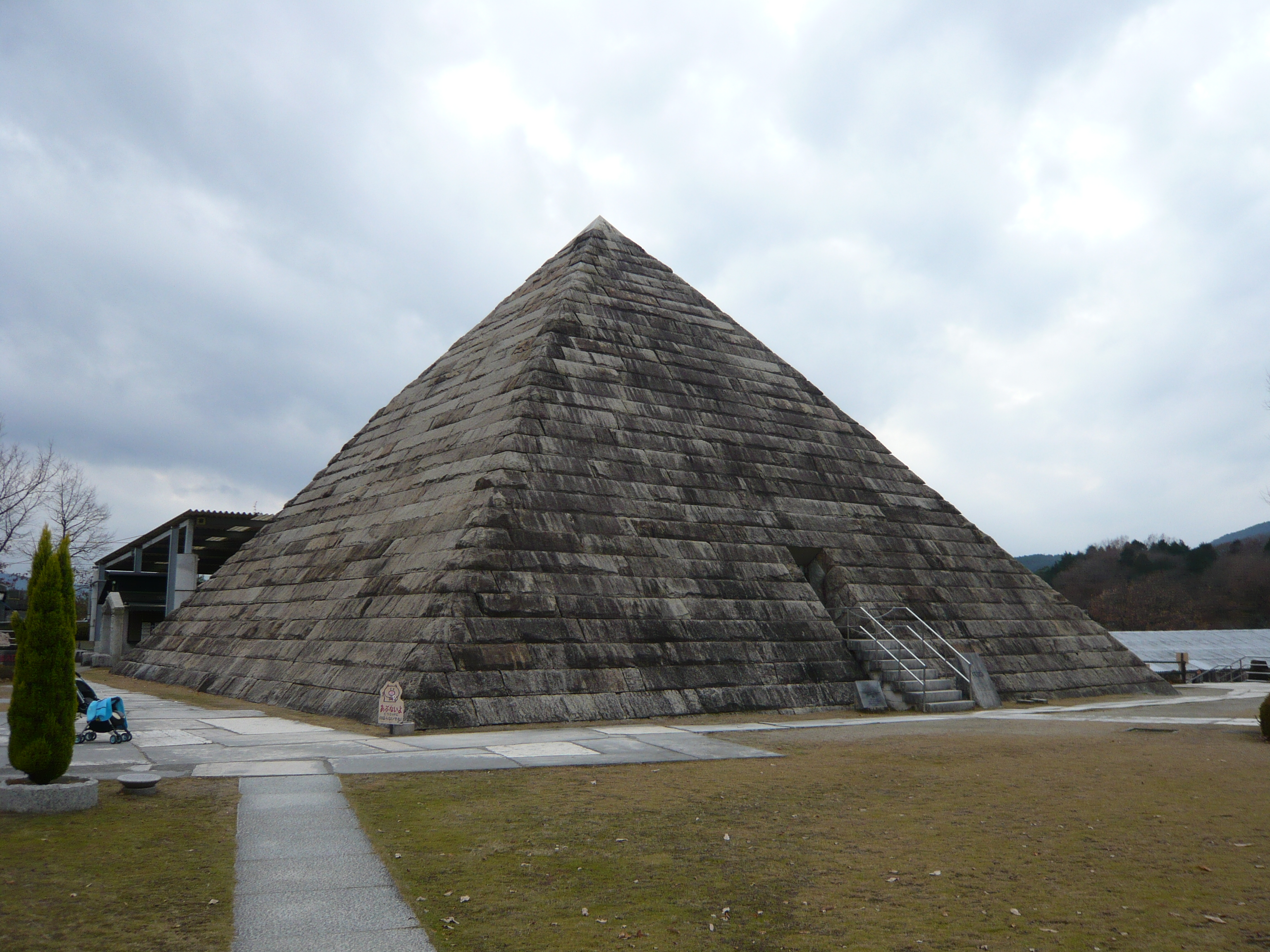
博石館ピラミッド

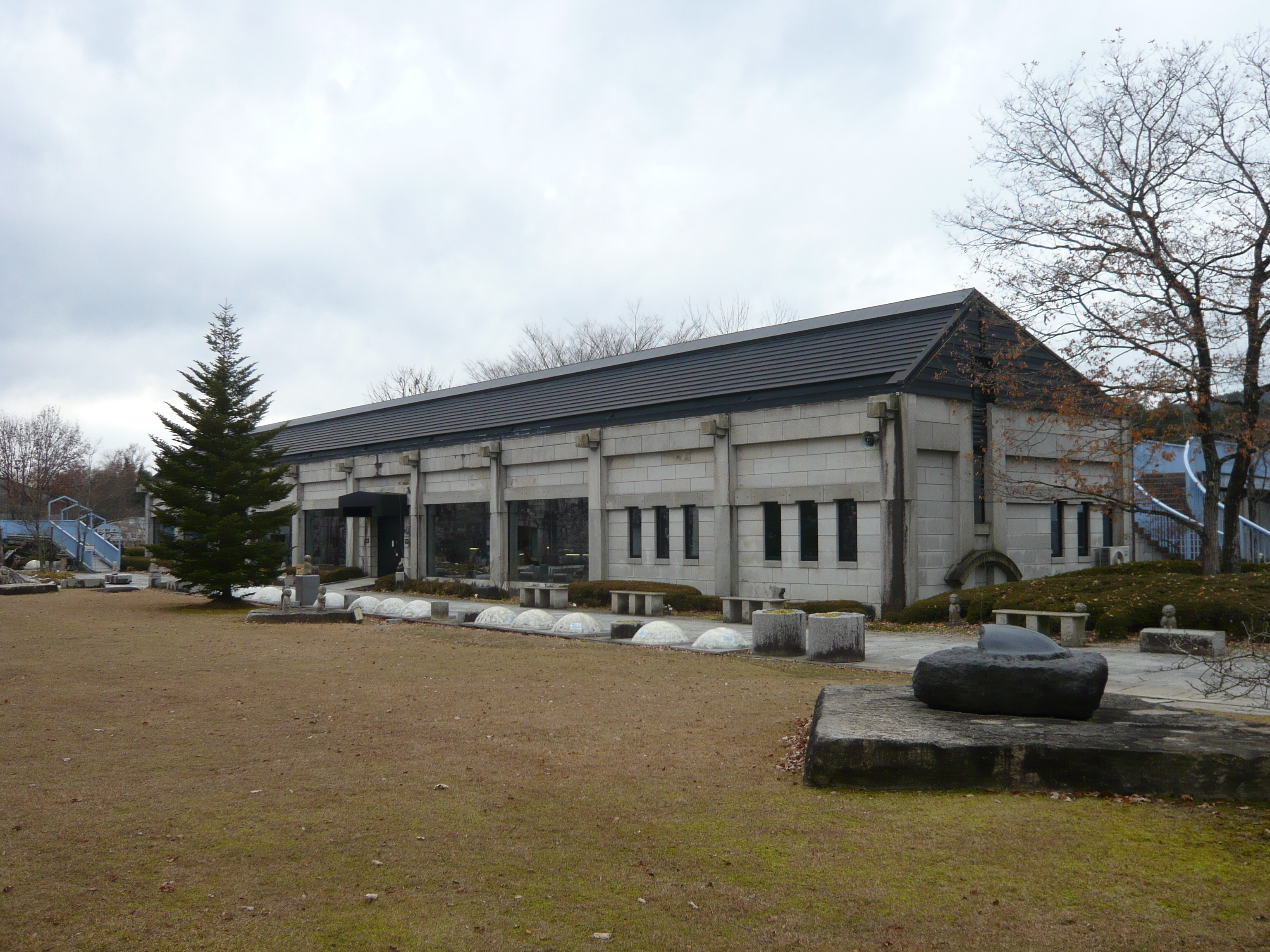
鉱物博物館

博石館（はくせきかん）は、岐阜県中津川市蛭川（旧恵那郡蛭川村）にある民間の博物館である。ストーンパーク株式会社が運営する。
様々な鉱石、宝石の他、広島市・長崎市の被爆石。エベレストの山頂の石など、様々な石が展示されている。旧蛭川村は恵那錆石（花崗岩・御影石）の産地であり、日本有数の鉱物の産地である。
花崗岩（御影石）のピラミッド（クフ王のピラミッドの10分の1の大きさ）や総大理石の野外音楽堂、水晶を使用したクリスタルチャペルなど、石に関する施設がある。

## 主な施設
大きく3つの施設、エリアに分かれる。

### 博石館
- 鉱物博物館
  - 旧蛭川村から産出される鉱物を中心に、世界各地の珍しい鉱物が展示されている。
- うんちく館
  - トイレに関する展示
- ストーンパーク
  - 30～50種類の宝石を川底から探し出す宝石探し体験や、宝石を加工する体験が可能。
- ピラミッド
  - クフ王のピラミッドを10分の1に縮尺（1辺23m、高さ14.6m、斜角度51.52）
  - 蛭川産御影石を使用（総重量約5500t）
  - 内部は迷路になっている。
- 野外音楽ホール
  - イタリア産大理石15,000tを使用した5,000人収容の野外ホール。　　など

### ねころびのもり
石を利用した癒しの場所。ねころびのもりの「もり」は、「森」という文字の「木」を「石」に置き換えた文字「磊」をあてる。
- 岩盤浴
- 遠赤外線サウナ
- 露天風呂
- エステ
- 宝石風呂　など

### プートンの森
ミニブタ、ヒツジなどの動物とのふれあいエリア、メダカ、ザリガニの池、野外体験ができる森、遊具がある。

## 略歴
- 1985年（昭和60年）：博石館開館。
- 1998年（平成10年）：地ビールの博石館ビールの製造開始（2012年8月31日に事業停止）。
- 2002年（平成14年）：ねころびの磊が開業。
- 2005年（平成17年）：プートンの森が開業。

## 施設情報
施設により異なるので注意。
- 博石館

開館時間　9：00〜17：00
休館日　12月29日〜1月1日
入館料　大人中学生以上　800円　　小学生小人　500円　　乳幼児　無料　（一部の施設体験は別料金）
- ねころびの磊

開館時間　11：00〜18：30　
休館日　12月29日〜1月1日　12月〜3月中旬までの冬季（但し、土日祝日は営業）
入館料（平日　博石館込み）　大人中学生以上　1,500円　　小学生小人　1,200円
入館料（土日祝日　博石館込み）　大人中学生以上　1,800円　　小学生小人　1,500円
- プートンの森

開館時間　10：00〜16：00
休館日　12月〜3月中旬　平日（春休み、ゴールデンウィーク、夏休みの平日を除く）
入館料　300円（博石館に入館する場合は無料）

## 交通

### 自動車
- 中央自動車道恵那ICから岐阜県道72号恵那蛭川東白川線で約8km（約15分）。